# What'd I Say
Pour les articles homonymes, voir Say.
Singles de Ray Charles
Night Time Is the Right Time A Change Is Gonna Come
Clip vidéo
[vidéo] « Ray Charles - What'd I Say », sur YouTube
What 'd I Say ou What I Say (Ce que j'ai dit, en anglais) est une chanson d'amour standard de jazz-rhythm and blues-soul américaine, écrite et composée en 1959 par Ray Charles (1930-2004) (surnommé The Genius, Le Génie, à partir de ce titre). Devenue un des tubes de son important répertoire, elle est enregistrée en single et sur son 5e album What'd I Say de 1959, chez Atlantic Records. Premier disque d'or de sa carrière, avec plus d'un million de disques vendus dans le monde, considérée comme une des chansons les plus influentes de l'histoire du rock, du rhythm and blues, et de la musique soul, elle est enregistrée au Registre national des enregistrements de la Bibliothèque du Congrès, Grammy Hall of Fame Award, et reconnue parmi les 500 chansons fondamentales du Rock and Roll Hall of Fame.

## Histoire
Ray Charles commence sa carrière vers 1949, avec un répertoire rhythm and blues inspiré de Nat King Cole ou de Charles Brown. Ahmet Ertegün et Jerry Wexler (ses producteurs d'Atlantic Records) l'encouragent à créer son propre style musical. Ray commence alors à composer et interpréter de la musique gospel (musique liturgique chrétienne) avec des paroles rhythm and blues plus laïques. Il est considéré à ce titre comme un des fondateurs de la musique soul (musique de l'âme), et du Rock 'n' roll, avec ses premiers succès I Got a Woman (1954), Night Time Is the Right Time (1958), ou son premier album Soul Brothers (1958)...

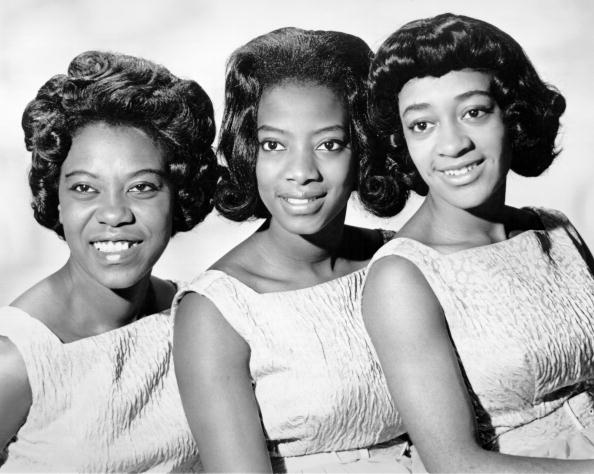
Le chœur de choristes The Raelettes de Ray Charles en 1962

Il improvise et expérimente ce nouveau titre What 'd I Say, à la fin d'un de ses concerts de 1958, avec un vif enthousiasme de son public,. Le thème de la chanson fait référence à sa vie amoureuse, et au message d'amour biblique du gospel, inspirée de musique boogie-woogie, interprétée au piano stride sur son piano électrique Wurlitzer, avec un échange de question-réponse caractéristique du blues et du gospel, entre lui, son orchestre big band jazz, son chœur de choristes The Raelettes, et son public.  
Le titre est enregistré le 18 février 1959 au studio Atlantic Records de New York avec Ray Charles (voix et piano électrique Wurlitzer), Marcus Belgrave et Joe Hunt (trompette), David « Fathead » Newman (saxophone alto et saxophone ténor), Bennie Crawford (saxophone baryton), Edgar Willis (contrebasse), Milt Turner (en) (batterie), et The Raelettes (chœur de choristes). La longueur de l'enregistrement de plus de 6 min implique de l'enregistrer en deux parties sur les faces A et B du single 45 tours.
Cette chanson d'amour inspirée du gospel est un succès mondial, très controversée par une partie du public (interdite à sa sortie sur de nombreuses radios vis-à-vis de ses paroles sexy). Premier disque d'or de sa carrière, avec plus d'un million de disques vendus dans le monde, elle est un des plus importants revenus d'Atlantic Records de l'époque dans cette catégorie : N°1 du Billboard R & B, N°6 du Billboard Hot 100 américain, considérée comme une des chansons les plus influentes de l'histoire du rock, du rhythm and blues, et de la musique soul, elle influence entre autres les débuts de carrière de Paul McCartney, John Lennon, et George Harrison des Beatles, ou de Mick Jagger des Rolling Stones...

## Au cinéma
- 1964 : Viva Las Vegas, de George Sidney (film musical, interprétée par Elvis Presley[3])
- 1985 : À nous les garçons, de Michel Lang (interprétée par Ray Charles)
- 2005 : Ray, de Taylor Hackford (film biographique, avec Jamie Foxx, Oscar du meilleur acteur 2005 pour son rôle de Ray Charles[7])

## Classements
- Un des nombreux titres de l'important répertoire de Ray Charles à atteindre les sommets des charts américains (avec I Got a Woman, Mess Around, Night Time Is the Right Time, Hallelujah I Love Her So, A Fool for You, Hit the Road Jack, Georgia on My Mind, Unchain My Heart, I Can't Stop Loving You…)
- 1959 : no 1 du Hot R&B Sides de Billboard, no 6 du Billboard Hot 100, premier disque d'or de sa carrière, avec plus d'un million de disques vendus.
- 1995 : reconnue parmi les « 500 chansons qui ont façonné le rock 'n' roll » du Rock and Roll Hall of Fame[8].
- 2003 : enregistrée au Registre national des enregistrements de la Bibliothèque du Congrès de Washington DC.
- 2004 : classée 10e des « 500 plus grandes chansons de tous les temps » selon le magazine Rolling Stone.
- 2012 : Grammy Hall of Fame Award

## Reprises
Ce tube du répertoire de Ray Charles, est réédité avec succès de très nombreuses fois, et repris par de nombreux artistes, dont :
- Jerry Lee Lewis en single (1961)[9]
- Cliff Richard sur l'album Listen to Cliff! (1961)
- Tony Sheridan and The Beat Brothers (1961) - Publiée en 1964 sur l'album The Beatles' First !. Ce n'est pas une prestation des Beatles mais elle est utilisée ici pour compléter la compilation des huit enregistrements du groupe britannique effectuées en Allemagne en 1961 et 1962.
- Vince Taylor (1962)
- Bobby Darin sur Bobby Darin Sings Ray Charles (1962)
- Jimmy Smith sur Any Number Can Win (1963)
- Trini Lopez sur Trini Lopez at PJ's (1963)
- Bo Diddley (1963)
- Etta James sur Rocks the House (1964)
- Roy Orbison sur More of Roy Orbison Greatest Hits (1964)
- Elvis Presley en single (1964)
- Brenda Lee - accompagnée à la guitare par Jimmy Page[10] (1964)
- Dick Rivers (1964)
- Dick Dale & his Deltones sur Rock out - Live at Ciro's (1965)
- Eddy Mitchell - également accompagné à la guitare par Jimmy Page[10] (1965)
- John Mayall sur Blues Breakers with Eric Clapton (1966)
- Nancy Sinatra sur Movin' With Nancy (1967)
- Chet Atkins sur It's a Guitar World (1967)
- Johnny Cash et June Carter sur Carryin' On (1967)
- Freddie King sur My Feeling for the Blues (1970)
- Lightnin' Hopkins (1970)
- The Shadows (instrumental) sur Shades of Rock (1970)
- Rare Earth sur One World (1971)
- Hound Dog Taylor sur Genuine Houserocking Music (1982)
- Jesse Garon (1985)
- Buddy Guy and Junior Wells (1998)
- Screamin' Jay Hawkins (1999)
- ZZ Top sur "XXX", dans le single Hey Mr Millionaire (1999)
- Lyle Lovett sur Where the Heart is (2000)
- John Scofield sur That's What I Say - John Scofield Plays the Music of Ray Charles (2005)

## Adaptations
- 1961 : Est-ce que tu le sais ? des Chats sauvages de Dick Rivers, adaptée en français pour leur premier album Est-ce que tu le sais ? par les paroliers Pierre Saka et Daniel Hortis[11]
- 1962 : Est-ce que tu le sais ? de Sylvie Vartan, à nouveau reprise et adaptée avec succès pour son premier album Sylvie (album)[12].